# Celorico da Beira
Celorico da Beira is een plaats en gemeente in het Portugese district Guarda.
De gemeente heeft een totale oppervlakte van 247 km² en telde 8875 inwoners in 2001.
Het stadje is het centrum van de  Serra da Estrela-kaas.

## Plaatsen in de gemeente
Freguesias van Celorico da Beira:
| - Açores - Baraçal - Cadafaz - Carrapichana - Casas do Soeiro - Cortiçô da Serra - Fornotelheiro - Lajeosa do Mondego - Linhares - Maçal do Chão - Mesquitela | - Minhocal - Prados - Rapa - Ratoeira - Salgueirais - Santa Maria - São Pedro - Vale de Azares - Velosa - Vide Entre Vinhas - Vila Boa do Mondego |